# Nadaun
Nadaun é uma cidade e uma nagar panchayat no distrito de Hamirpur, no estado indiano de Himachal Pradesh.

## Geografia
Nadaun está localizada a 31° 47′ N, 76° 21′ L. Tem uma altitude média de 508 metros (1666 pés).

## Demografia
Segundo o censo de 2001, Nadaun tinha uma população de 4405 habitantes. Os indivíduos do sexo masculino constituem 51% da população e os do sexo feminino 49%. Nadaun tem uma taxa de literacia de 80%, superior à média nacional de 59,5%: a literacia no sexo masculino é de 83% e no sexo feminino é de 78%. Em Nadaun, 11% da população está abaixo dos 6 anos de idade.